# Selfjall (berg i Island, Norðurland eystra, lat 66,09, long -17,16)
Selfjall är ett berg i republiken Island. Det ligger i regionen Norðurland eystra, 300 km nordost om huvudstaden Reykjavík. Toppen på Selfjall är 442 meter över havet.
Trakten runt Selfjall är nära nog obefolkad, med mindre än två invånare per kvadratkilometer. Närmaste större samhälle är Húsavík, omkring 10 kilometer sydväst om Selfjall. Trakten runt Selfjall består i huvudsak av gräsmarker.